# Vancouver Film Critics Circle Awards 2018
18. ročník předávání cen Vancouver Film Critics Circle se konal dne 17. prosince 2018. Nominace byly oznámeny dne 14. prosince 2018.

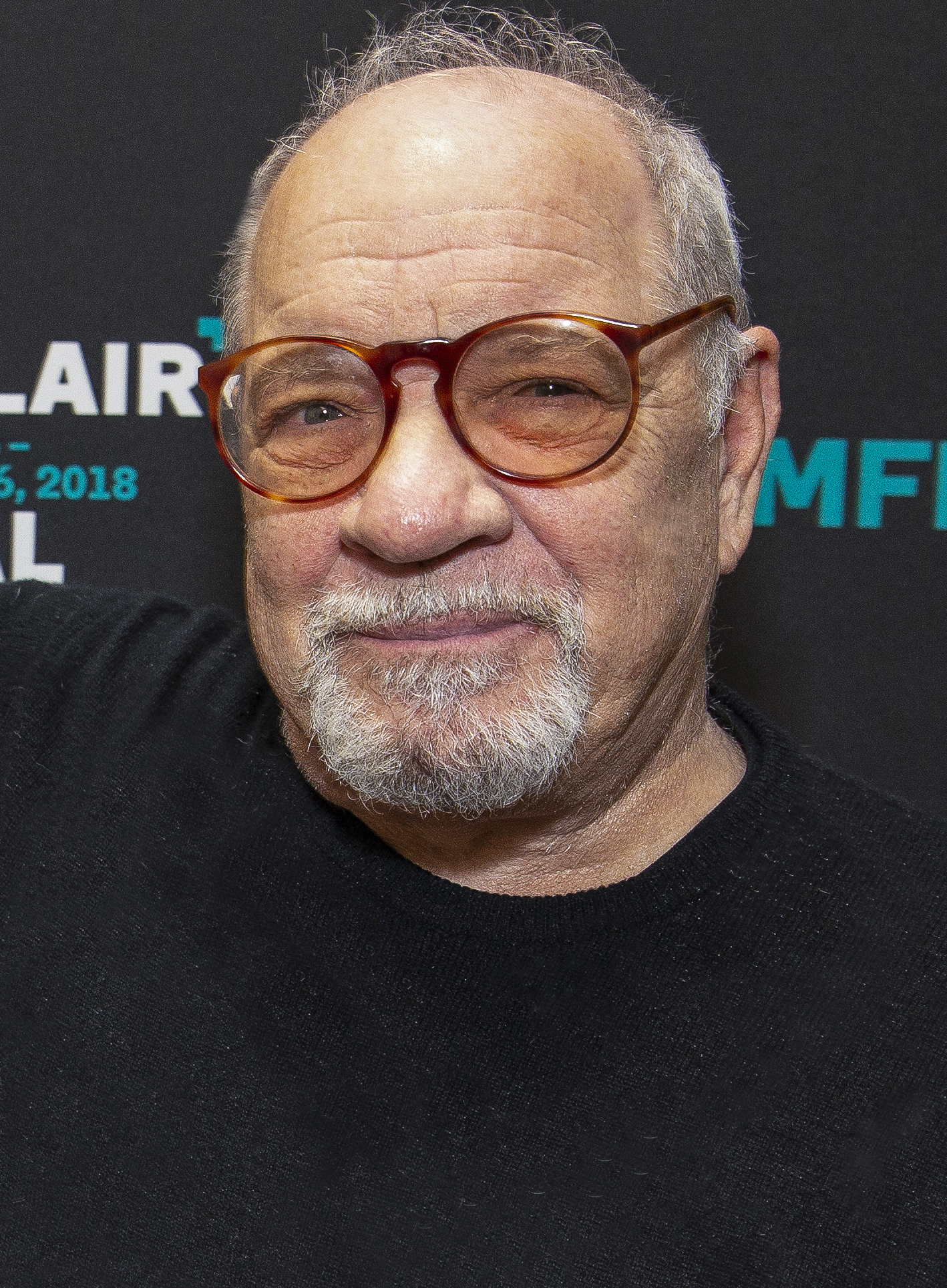
Paul Schrader, vítěz v kategoriích nejlepší režisér a nejlepší scénář

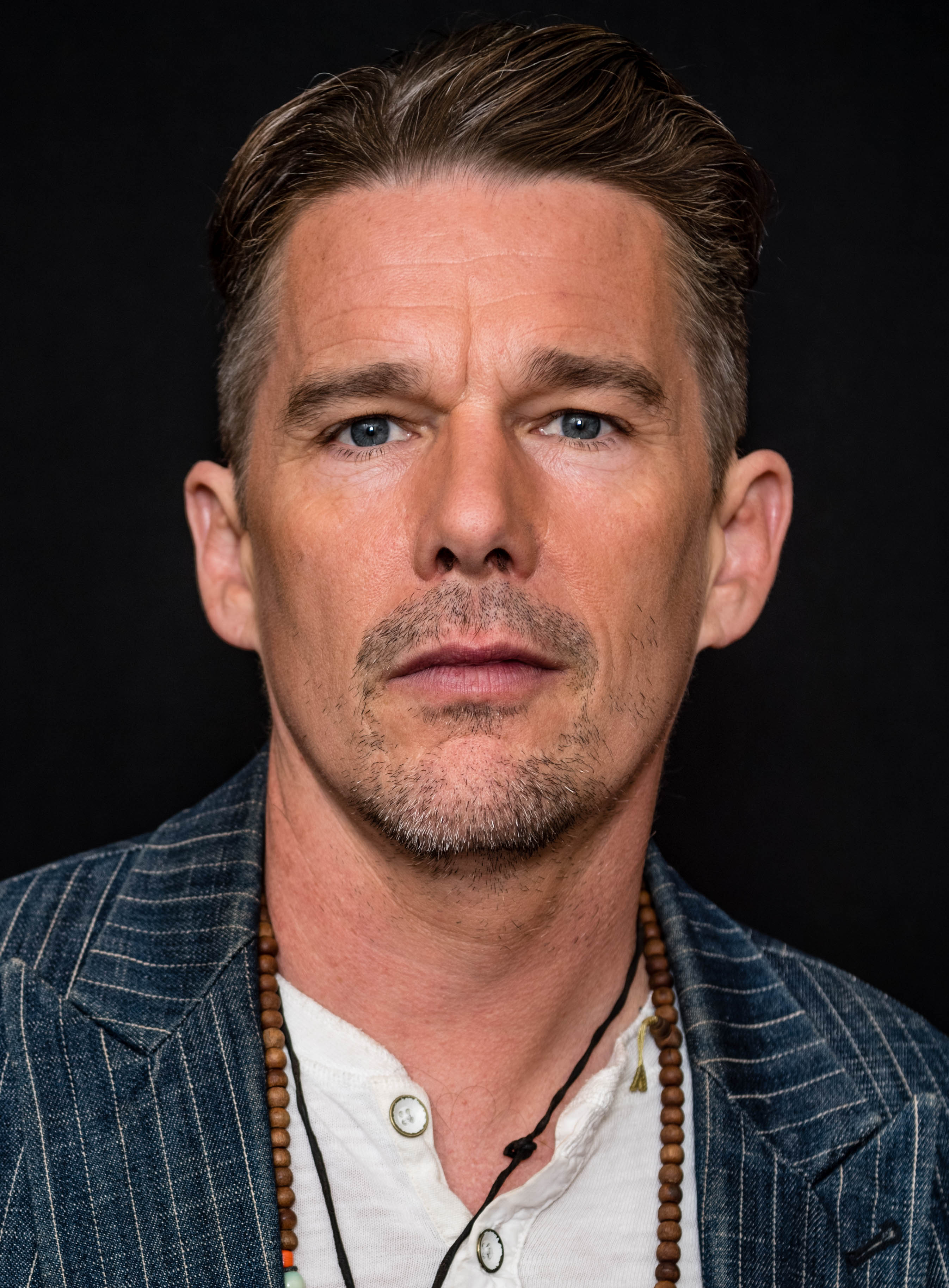
Ethan Hawke, vítěz v kategorii nejlepší herec v hlavní roli

## Vítězové a nominovaní

### Nejlepší film
Roma
- Favoritka
- Zoufalství a naděje

### Nejlepší režisér
Paul Schrader – Zoufalství a naděje
- Alfonso Cuarón – Roma
- Yorgos Lanthimos – Favoritka

### Nejlepší scénář
Paul Schrader – Zoufalství a naděje
- Bo Burnham – Osmá třída
- Deborah Davis a Tony McNamara – Favoritka

### Nejlepší herec v hlavní roli
Ethan Hawke – Zoufalství a naděje
- Christian Bale – Vice
- Viggo Mortensen – Zelená kniha

### Nejlepší herečka v hlavní roli
Olivia Colmanová – Favoritka (remíza)
Regina Hall – Holky sobě (remíza)
Melissa McCarthy – Dokážete mi kdy odpustit? (remíza)

### Nejlepší herec ve vedlejší roli
Richard E. Grant – Dokážete mi kdy odpustit?
- Mahershala Ali – Zelená kniha
- Peter Bogdanovich – The Other Side of The Wind
- Steven Yeun – Vzplanutí

### Nejlepší herečka ve vedlejší roli
Rachel Weisz – Favoritka
- Claire Foy – První člověk
- Emma Stoneová – Favoritka

### Nejlepší dokument
Nerovná jízda
- Free Solo
- Won't You Be My Neighbor?

### Nejlepší cizojazyčný film
Roma
- Vzplanutí
- Zloději